# 中田重治

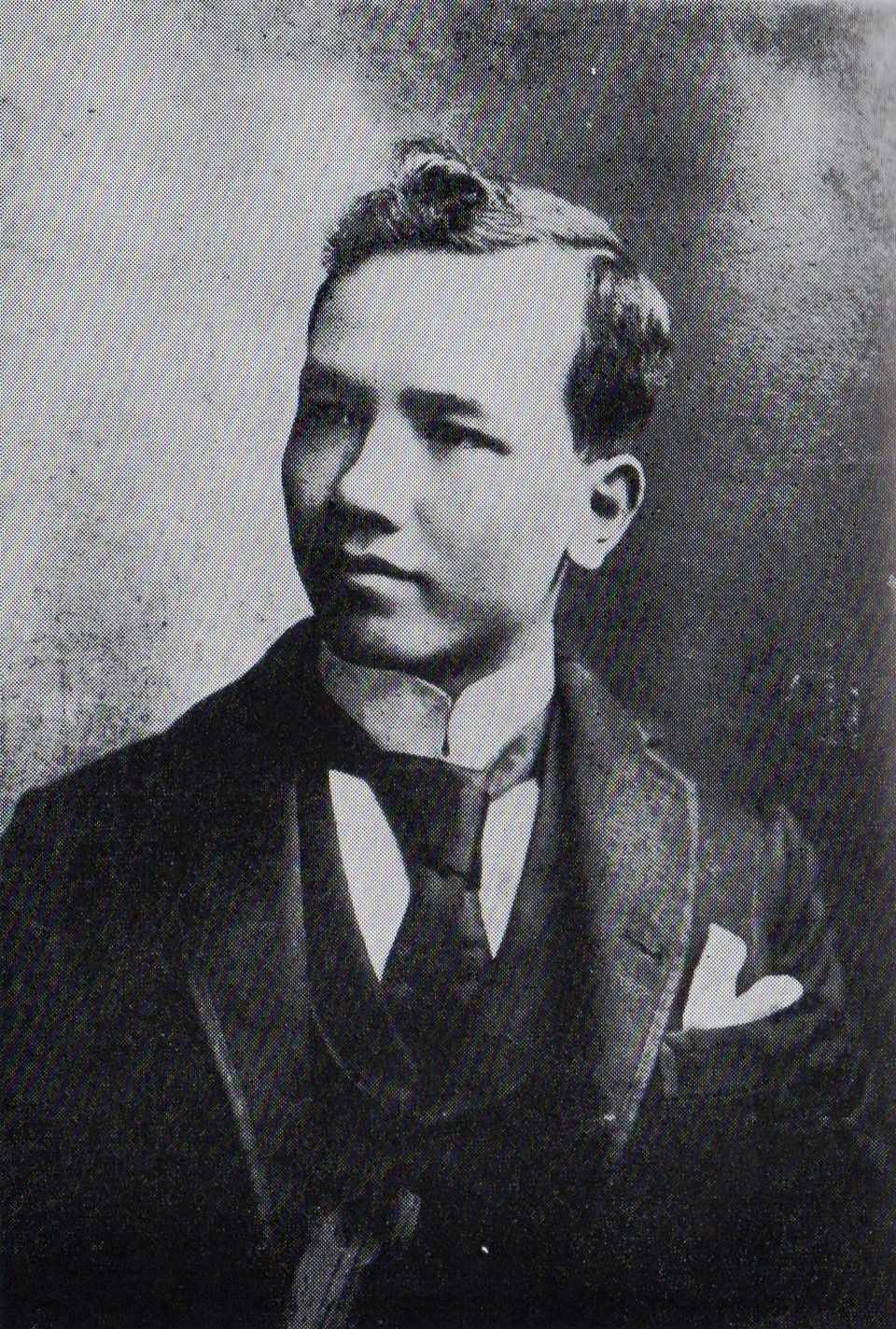
在芝加哥期间的中田重治（1897）

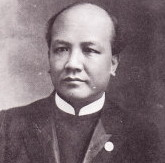
中田重治三十多岁

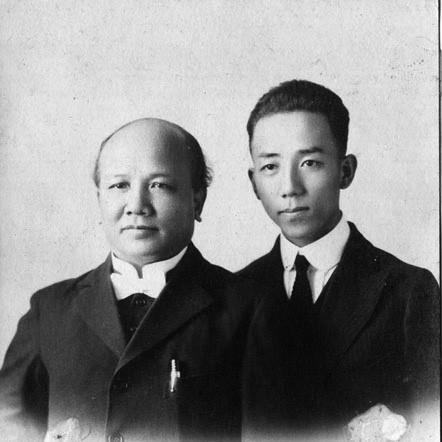
中田重治，和次子羽後

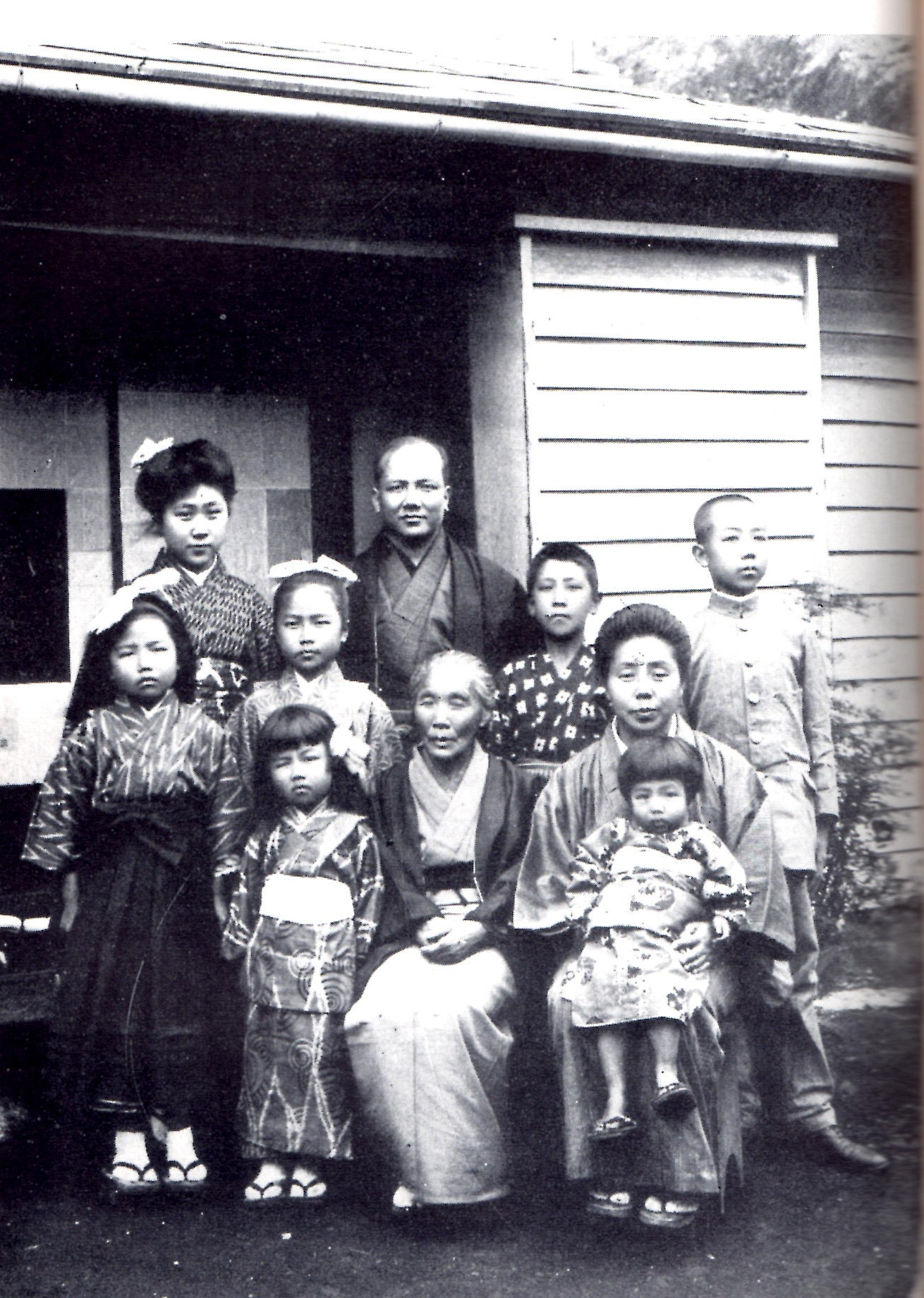
1910年左右的中田家

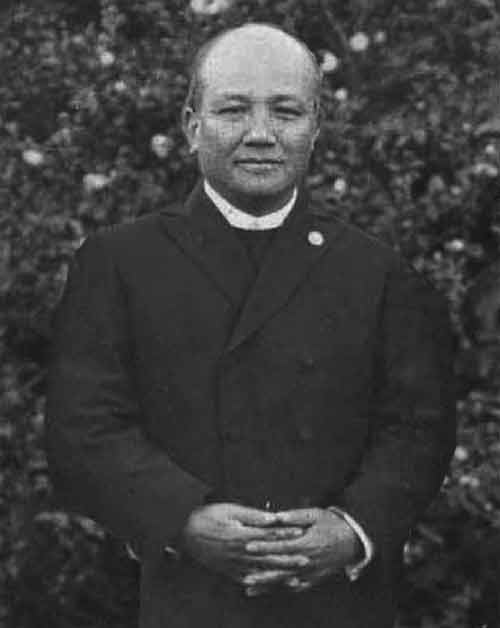
中田重治主任

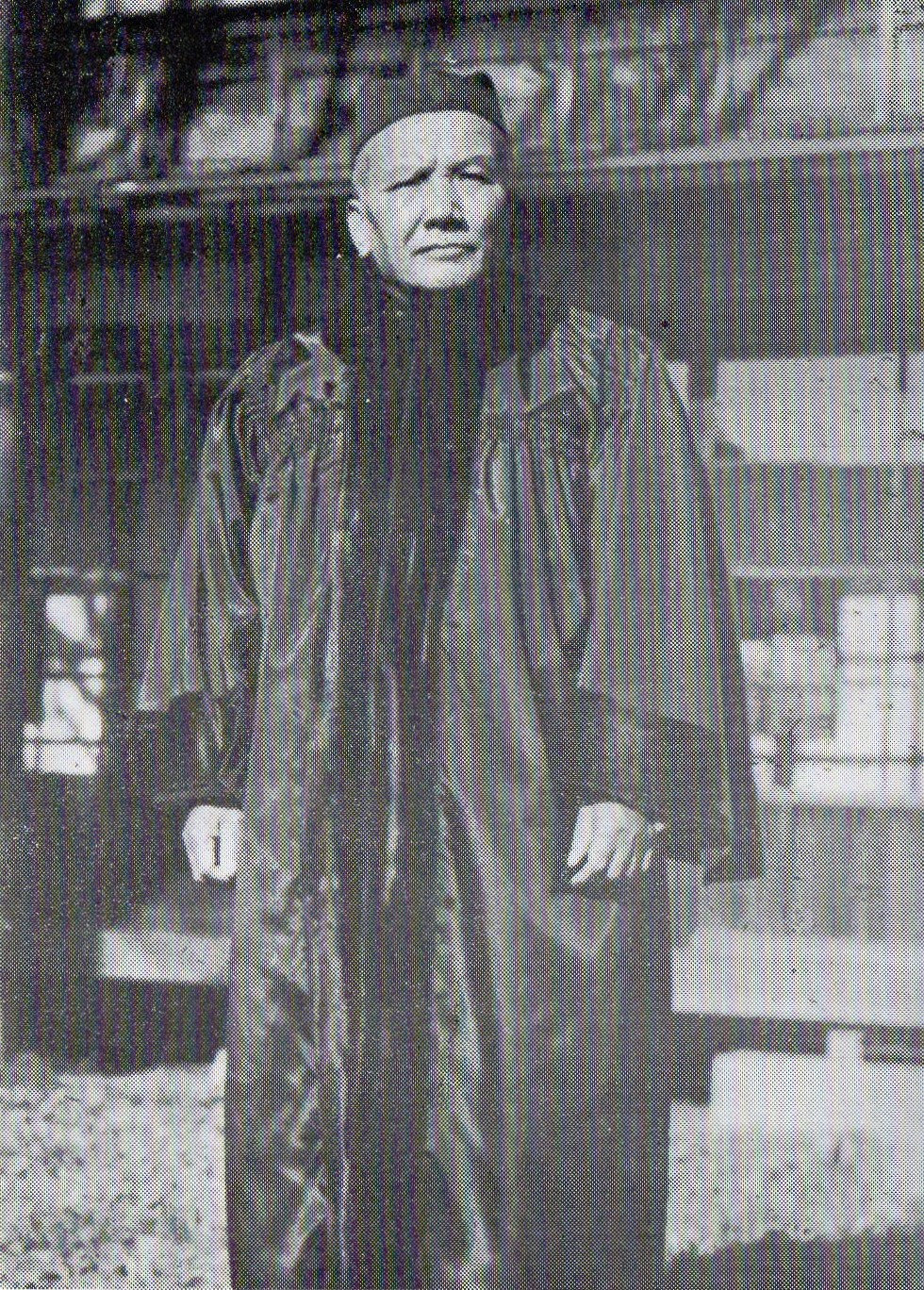
中田（1936），成为清宫教会的終身教会主任

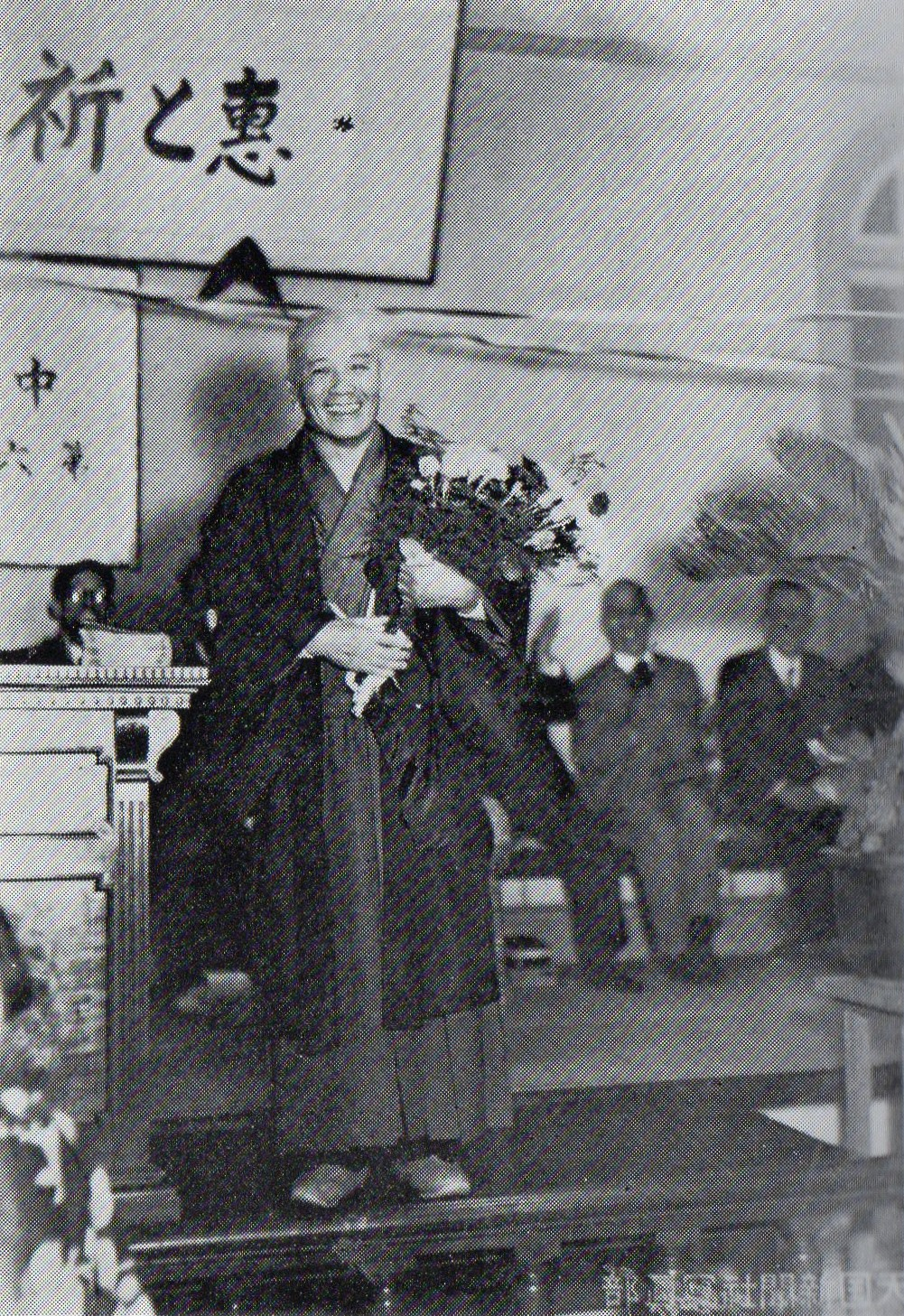
中田主任诞辰纪念日

中田重治（1870年11月20日—1939年9月24日），是明治、大正、昭和时代初期活躍的教会主任、牧師、翻譯、教師、神學院校長、商人、新聞工作者、日猶同祖論者。
明治时代的循道宗牧师中田久吉是其大哥哥，日本教堂音乐家中田羽後是其次子，日本同盟教派的大江寛人、日本基督教團的辻宣道主席、有馬式夫牧师是他的孙子。

## 概要
他是日本圣洁教会的创始人和第一任教会主任，他发展日本圣洁教会，并与现有的五个主要教派（長老宗、循道宗、公理会、浸礼宗、信義宗）一起发展成一个庞大的教会组织。他的日猶同祖論神学问题导致教会分裂。 此后，他与剩下的老师一起创立了清宫教堂，并成为教堂的終身教会主任。
在明治、大正、昭和时代初期，他是聖潔運動的核心领导者，组建了清宫学校 。 这对战后福音派的形成至关重要。 由于他的讲道和大规模的传教工作，他被认为是复兴主义者 ，也被称为日本穆迪 。

## 経歴

### 弘前时代的童年（1870-1888）
中田重治，1870年10月27日生，是陸奧國弘前藩（现青森縣弘前市）的步兵所生的第三个儿子。出生后立即版籍奉还，赎回了该领域，中田人失去了俸祿。 因此，中田一家人将搬到祖传之地弘前市郊区的大幸寺村（现在的青森县平川市）谋生。

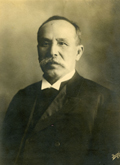
中田的老师本多庸一

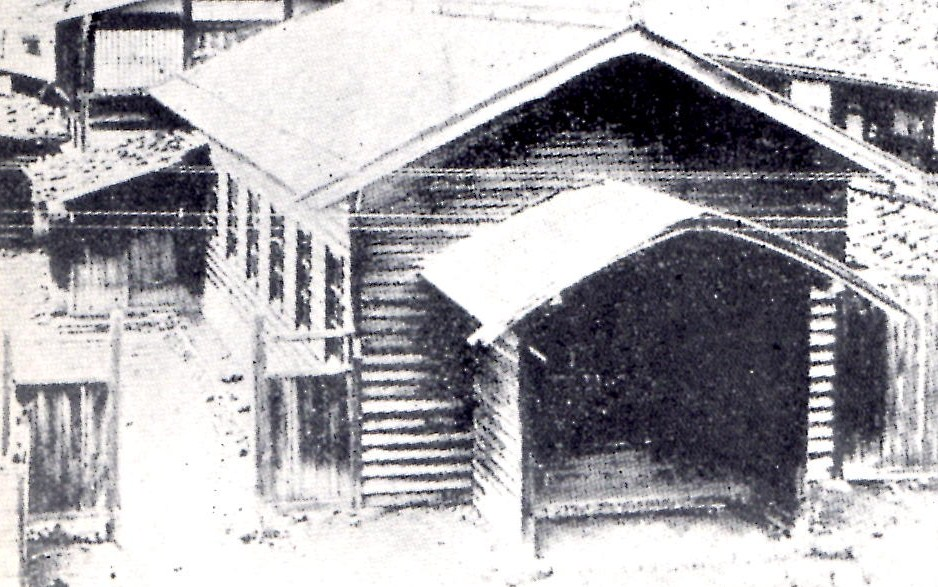
弘前卫理公会教堂，于1880年左右

此外，1877年他7岁的时候，和大哥哥久吉到东方神秘学校去。当时，循道宗教会的领袖本多庸一是东方神秘学校校长和弘前圣公会的牧师。重治等人接受本多庸一的教育，对他的一生产生了重大影响。二哥哥贞作在14岁时就死了。贞作死后，母亲参加基督教教堂聚会。1885年左右，大哥哥久吉是石川县金泽市的步兵第7聯隊，在此期间，美国長老宗的托马斯·韦恩有信心久吉去教堂当传教士。 那年久吉从兵团返回，并与重治在家里呆了大约一年。在弘前市期间，久吉向14至15岁的重治教授了军事风格的教育。
信主与职业

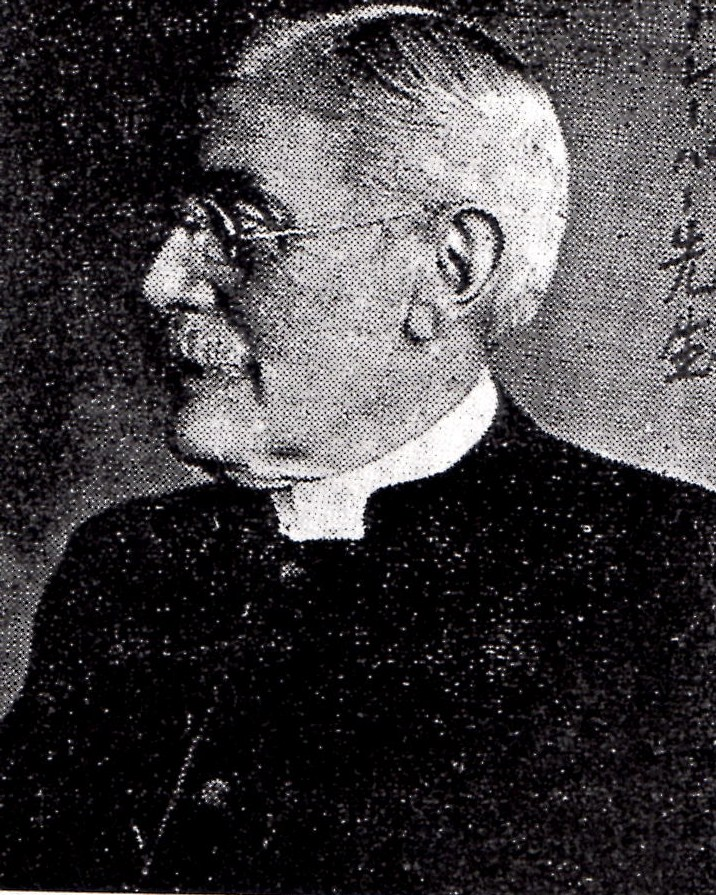
为中田洗礼的传教士基甸·德雷珀（Gideon Draper）

后来在1888年重治在18岁时受洗，获基迪恩·德雷珀 （Gideon Draper）的洗净。 重治在受洗当时，志業是为部落民传道。
当时，東京府青山的長者听过中田的传道，做出奉献的决定。

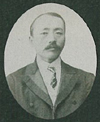
笹森卯一郎

### 东京英和学校時代（1888-1891）

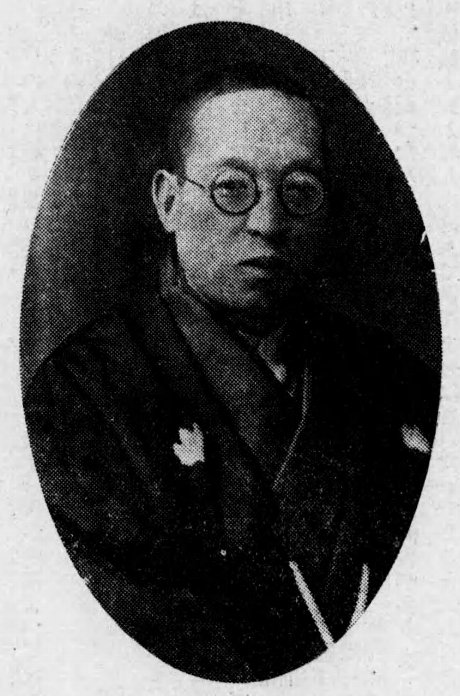
曾在东京基督教青年会共同工作的別所梅之助

中田重治毎周末步行到他的大哥哥久吉的教堂，以帮助他哥哥。 此外，通过专注基督教青年会的活动，他于1891年成为基督教青年会的主要领导人，在演讲中付出了很大的努力，并听了在青年会堂举行的周六讲台。1890年，本多庸一从德鲁神学院退回日本，出任第二任院長。 当时， 贵族恋爱会轩然大波。 由于中田爱上的贵族女孩的家中没有男继承人，因此中田被邀请成为女婿，条件是他离开神學院并进入帝国大学成为外交官 。 中田无意放弃传教士。 之后，贵族女孩嫁给了另一个。 中田很失望，要求离开，但被说服留在学校。

### 卫理公会传教士时代（1891-1896）
与胜子结婚
1889年2月23日，弘前教会的牧师介紹，中田和胜子结婚。婚后生大儿子左内，出生后一个月就死于地方病 。胜子也有一种严重的地方病。 中田经历了严重的信仰危机。
次子羽後出生
在弘前静養后，他成为秋田县大館市大馆教会的第四任牧師。 第二个儿子在这里出生，并以羽後國命名为羽後。 

### 在美国留学時代（1896-1898）

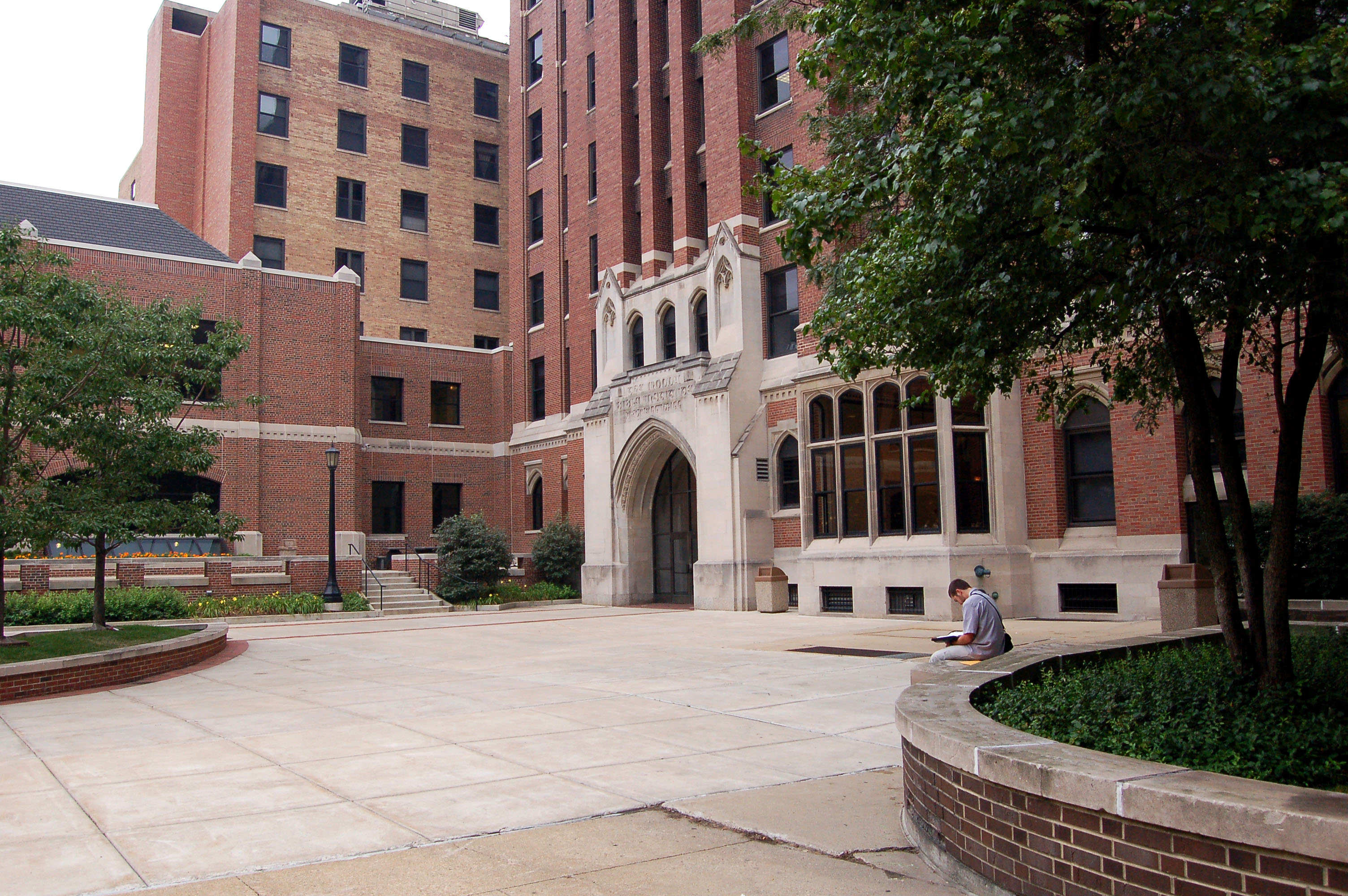
穆迪圣经学校

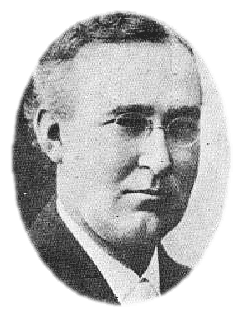
查尔斯·考門

### 循道卫理公会时代（1898-1900）
中田于1898年9月在长崎访问了笹森卯一郎。笹森说：“中田将是一个伟大的人。” 
10月，山形县村山市建立第一座地方宣教建筑。 中田和考門夫人一起去拜访了，并在城郊爬了一座山，祈求祝福。 1903年2月，他们在山形县新庄市和河北町八千建立了宣教中心。 

### 中央传道馆（1901-1905）
成立中央福音传道館和圣经学校
1901年2月1日， 查尔斯·考門（Charles E. Cowman）和考門夫人作为圣洁教堂的传教士到达日本。 1901年4月，中田和考門夫人在神田神保町，租用了废弃学校的校舍，作为传福音中心。他竖起了一块招牌，并从这里开始传播福音。 除星期一外，每晚举行布道活动，每天下午在圣所里传教。于4月1日开馆。
设立地方传道館

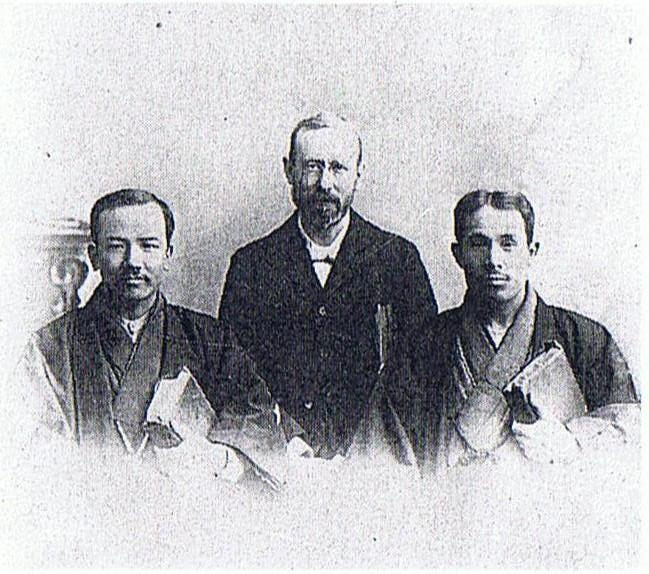
中田重治、Passetto Wilkes 、三谷種吉，1902年

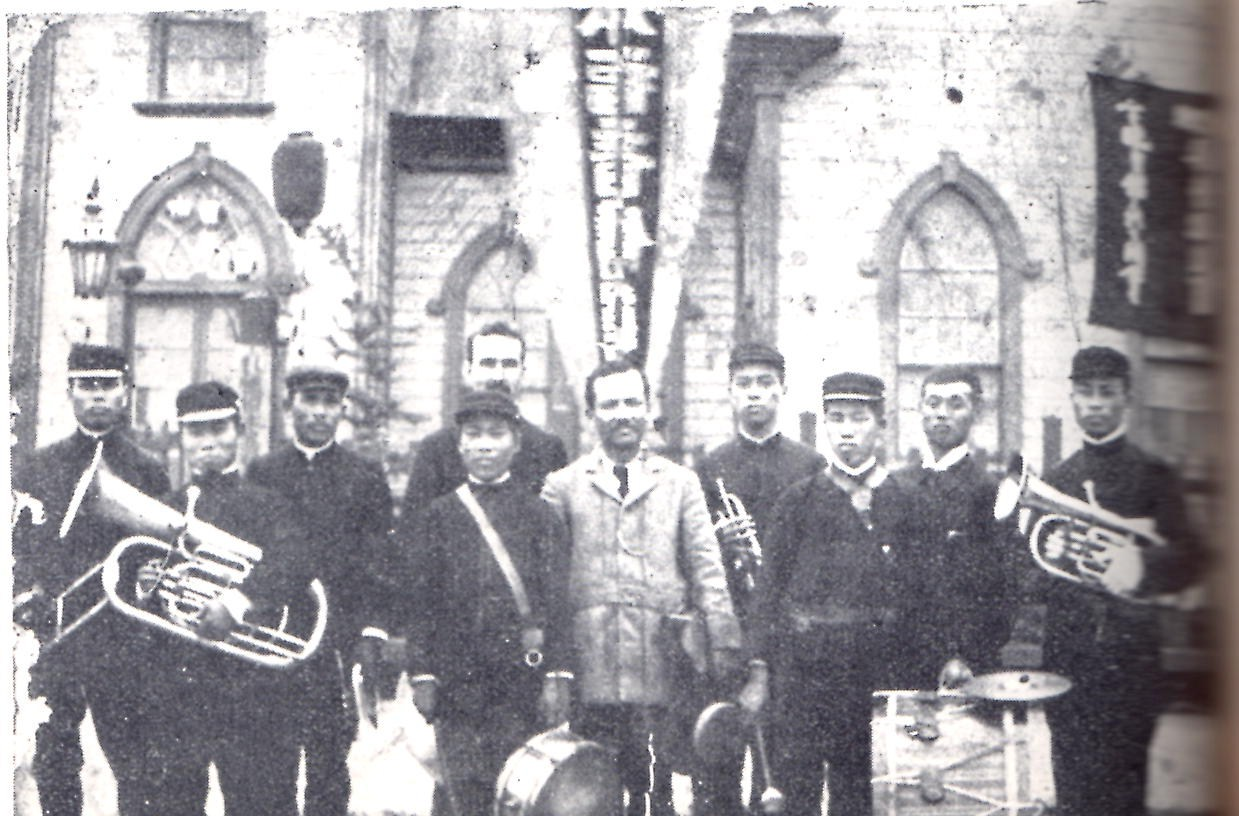
1902年8月，中田重治和福音音乐团体聚集在弘前教堂前面。

1902年8月，欧内斯特·基尔伯恩夫妇（Ernest Kilborn）加入中田的工作，他们的座右铭是自给自足。1903年5月，中田陪着考門夫人前往新庄并寻找房屋租个教堂。
明治35年宣教之旅 日俄战争期间访问朝鲜半岛

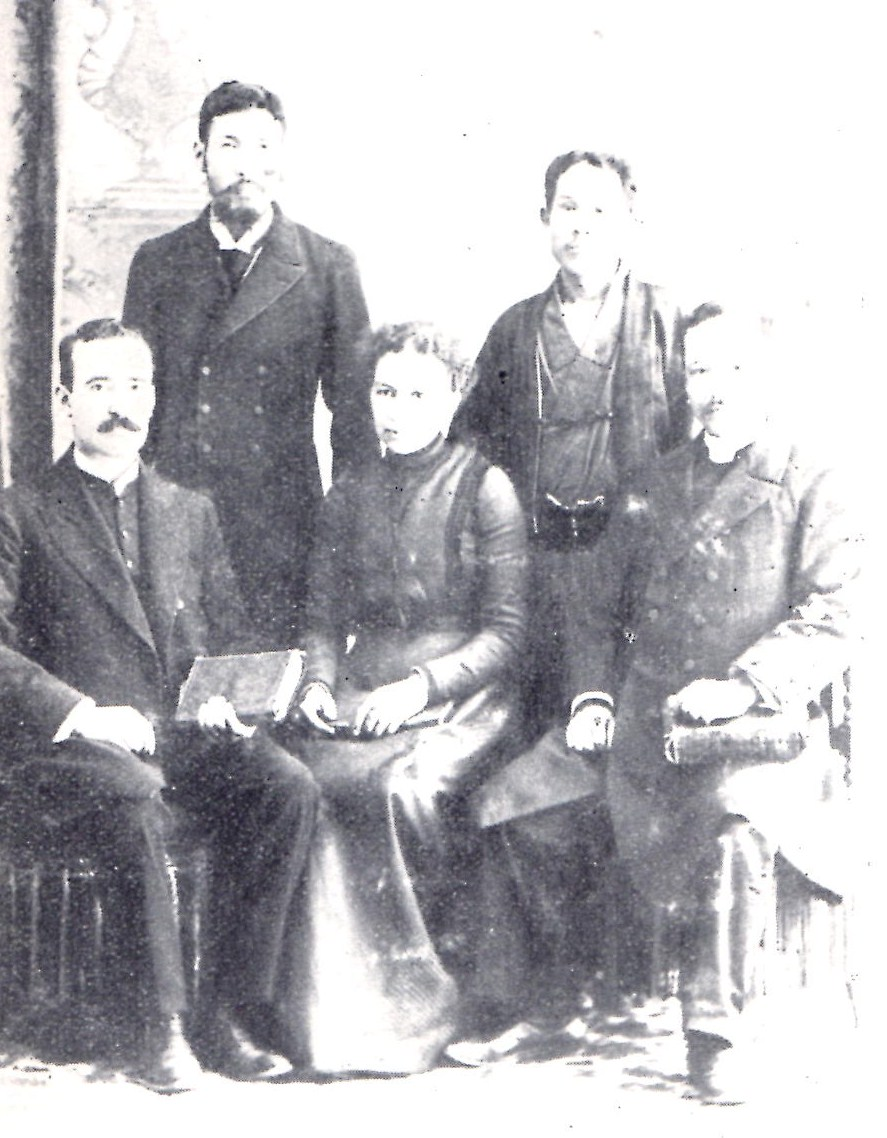
早期圣经学院的老师

基督教青年会主席本多庸一，派遣军事教官或军事车队，在士兵进出时和战场上分发军事小册子。中田与老师本多庸一分別，去義州郡，于鸭绿江见证了战争的悲剧。于7月3日从仁川回到京城，然后中田参观了京畿道和忠清道各种教堂，回到京畿道于19日从仁川登上船，于7月21日经过釜山港 ，并于7月28日回到东京。 
搬迁至柏木市
随着金保町圣经学校的男孩宿舍和淡路町的女孩宿舍变小，中田和考門开始在郊区寻找大片土地。 中田和考門在丰多摩郡淀桥町柏木市发现并购得了3,000坪地。1904年8月25日，新建的圣经学院的一幅画被宣布为“火焰之舌”，1904年10月31日，圣经学院迁至柏木。正式名称是圣经学院，俗称柏木圣经学院 。1905年2月10日至11日，在神田美土代町的基督教青年会（YMCA）举行了讲道。中田以“基督的大总部”为名讲了一个半小时。 
1905年3月开始中田在协商建立一个法律实体，与笹尾鉄三郎、考門和考門夫人、基尔伯恩等五人担任执行官。 考門和考門夫人、基尔伯恩负责与美国的谈判和会计工作，笹尾是圣经学院的院长，中田负责指导和管理任务。

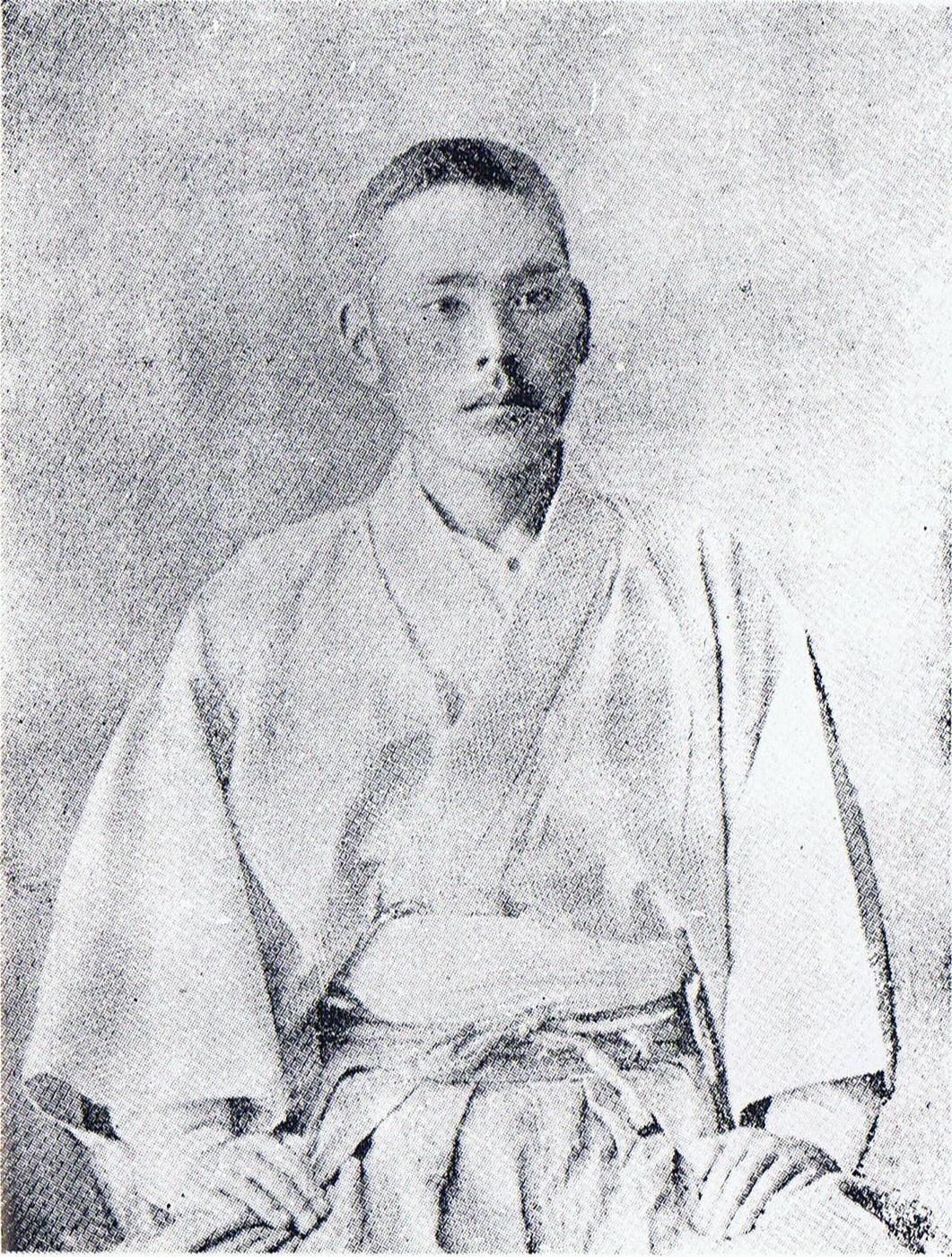
好地由太郎

1905年7月26日，在浅草驹形桥附近建立了驹形宣教中心，从七月开始，好地由太郎就居住在这里并进行了传福音。 9月，有一起案件发生，在浅草执行路边任务后，暴徒袭击了好地方。 在这件事上，基督教会的顾问委员会成员访问了中田，并就如何在好地方传道问了建议。 中田反对这一观点，“还有什么可以做？”

### 东方宣教时代（1905-1917）

#### 環遊世界 (第二次世界之旅)
1906年开始，中田在精神上极为焦虑。 因此，他计划环游世界，与西方基督徒互动。
中国旅行
首先，他与来自湖北省的年轻人曹亜伯在2月底访问了上海，并询问了海外基督使團。2月25日，他在日本基督教会的教堂和基督教青年会英语会议上做了演讲。 中田与曹亜伯一起上长江 ，经过南京、九江市，第二天前往黄石港区，登上通往兴国县的铁路，并于3月4日到达曹亜伯在兴国县的父母住所，并在那里住了。
由于当地人的偏见，感到危险，中田与曹亜伯的弟弟一起离开兴国县。 
英国旅行

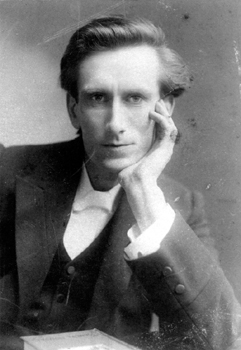
章伯斯（Oswald Chambers）

中田于3月16日离开上海，在法国远洋线Oceanine上穿越印度洋 ，然后于4月26日到达伦敦。 5月3日进入约翰·卫斯理的坟墓。当时，中田遇到了一位苏格兰传教士章伯斯（Oswald Chambers） 。 中田与章伯斯一起去了苏格兰北部，从加里东运河到威廉堡和印威內斯。
中田6月去朴茨茅斯。在那里，停泊了帝国海军军舰香取號戰艦和鹿島號戰艦，所以中田向船员宣讲福音。 回到伦敦，中田在威斯敏斯特教堂听了坎伯·摩根的圣经演讲和托马斯·斯皮金（Thomas Spurgeon）的讲道。
中田于7月21日去凯西克。然后他看到了东伦敦的地幔运动。
途中，章伯斯生病了，所以中田和戴维·托马斯（David Thomas）一起去了威尔士，并与美国贵格会传教士查尔斯·斯托克（Charles Stalker）一起游览了英格兰群岛。当斯托克去了苏格兰，中田和章伯斯一起去了美国。
美国旅行

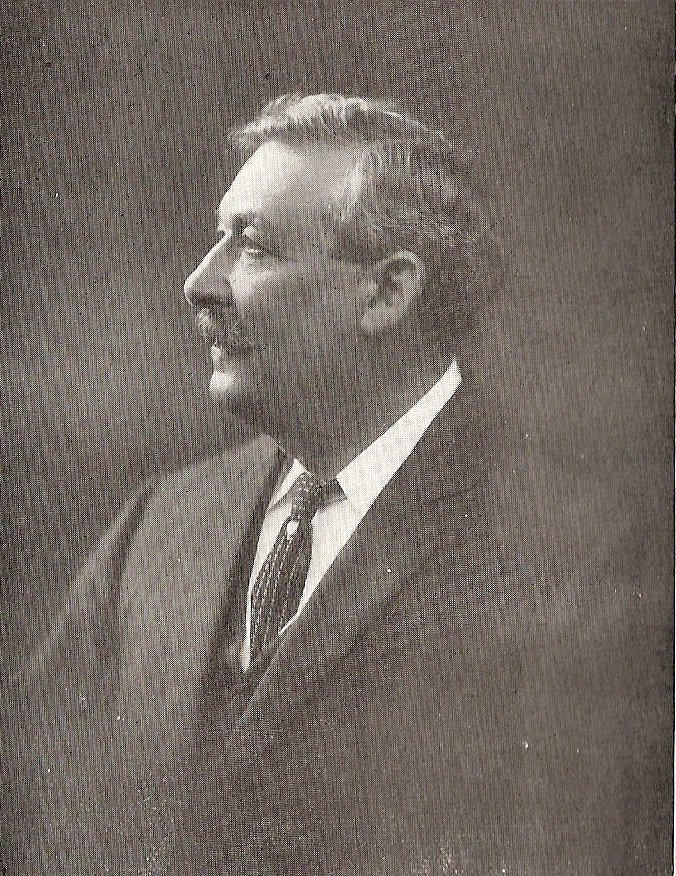
吉普赛史密斯(Rodney "Gipsy" Smith)

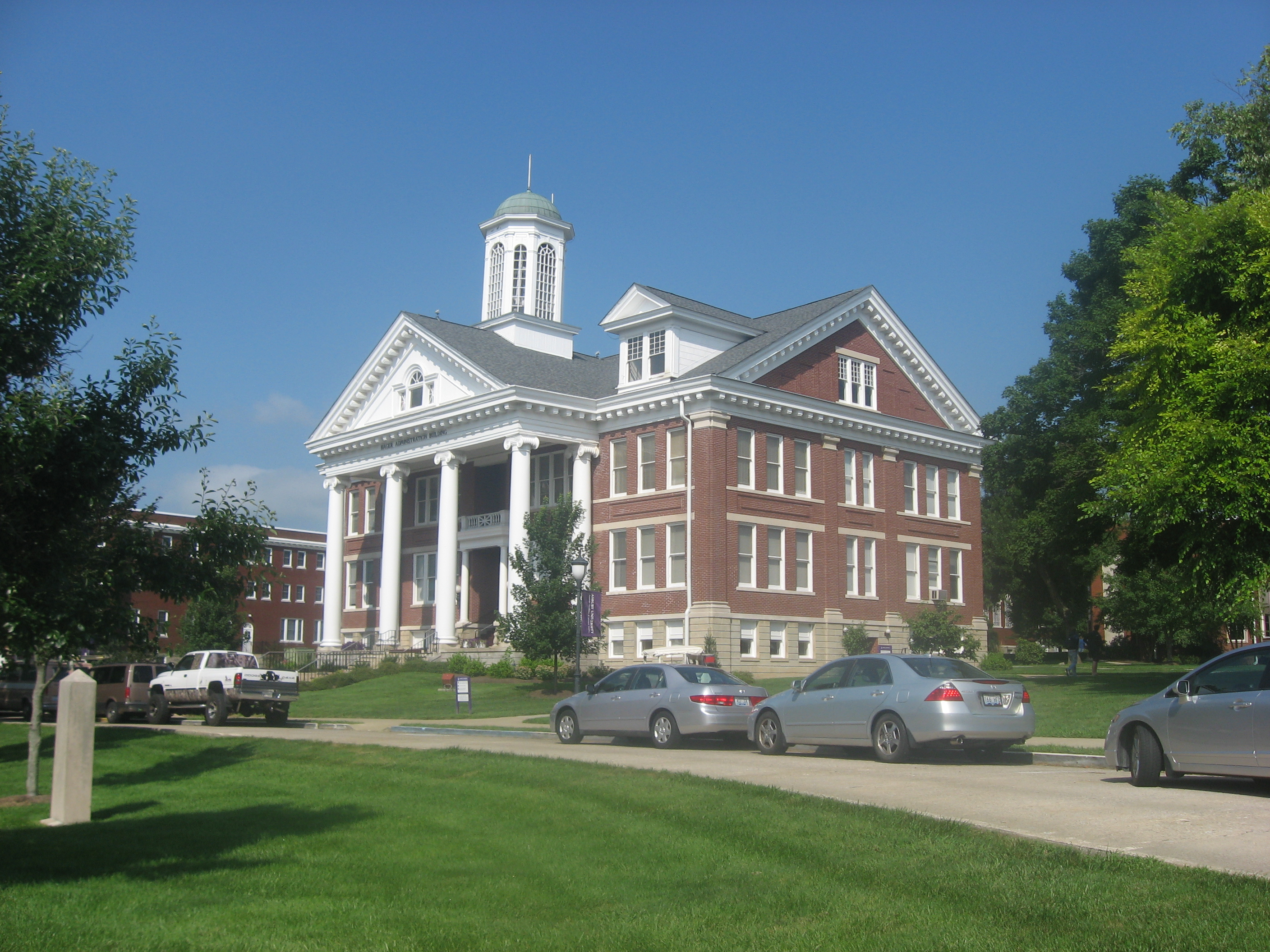
阿斯伯里大学

1906年11月6日，中田带着章伯斯从英格兰旅行到美国。 中田和章伯斯在美国东海岸宣讲了五个星期。12月，他在俄亥俄州辛辛那提的圣经学校举行了圣诞节圣洁大会。
1907年，他于一月上旬在芝加哥作为在慕迪圣经学院嘉宾，在一月下旬去 艾奥瓦州奥斯卡卢萨阿斯伯里大学的活动，遇到了吉普赛史密斯 (Rodney "Gipsy" Smith)。他于1907年6月返回辛辛那提，并在圣洁大会上宣讲道。1907年6月10日，他与章伯斯、史丹利、坂井胜次郎和東善吾一同离开西雅图。
1907年6月27日到达横滨港。章伯斯留在日本并访问圣经研究所。从7月29日至7月31日，中田在上野主持了帐篷代表团。从8月1日至8月3日，神田传道中心青年博物馆为他举行了一次特别欢迎宴会。 在欢迎宴会上，中田说这次環遊世界消除了他焦虑的精神。 
胜子的死与再婚
圣教堂案
从1917年10月25日起，东方宣教大会在圣经学院举行，以建立一个独立的新宗派。 28日，中田被任命为主任，并举行了奠基仪式。 新的教会任命仪式于10月31日举行，并建立了东方宣教教堂圣洁教堂。 这一天是路德（Luther）诞辰400周年。 随着圣洁教堂的建立，查尔斯·考門将大部分责任交给了中田。在今年，公告纸“燃烧的舌头”更名为“圣灵之友”。 该杂志主要由中田撰写，最初每月出版一次，但后来变成每周一次。
1918年传福音
大约在这个时候，中田与幸田露伴互相交谈，并举行了儿童宣教。

### 东方宣教教堂圣洁教堂时期（1917-1928）
在1918年1月6日在神田的基督教青年会（YMCA）举行的第一次会议上，内村鑑三、木村清松、中田等人开始了再臨運動，是当时涉及日本基督教界的运动。5月26日，在横滨的基督教青年会举行了春季预言比赛的决赛。
再臨運動 大正复兴

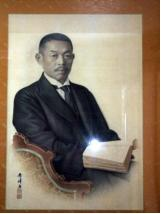
大正时代的复兴者

在关西地区出差的中田返回东京，并指示集会。会堂于11月28日举行，11月30日的礼拜成为五旬节狂潮。这种热情一直持续到第二年，1920年3月26日至30日，中田等人在东京成立圣经学院，并成为日本的一个超级宗派，举行全国复兴大会。 

#### 美国旅行（第三次世界之旅）
1921年4月中田离开洛杉矶前往芝加哥。此外，在前往东岸的途中在纽约停留，并与卫理公会教堂的主任会面。然后费城、 华盛顿哥伦比亚特区、北卡罗来纳州、佛罗里达州、迈阿密、然后返回加利福尼亚。

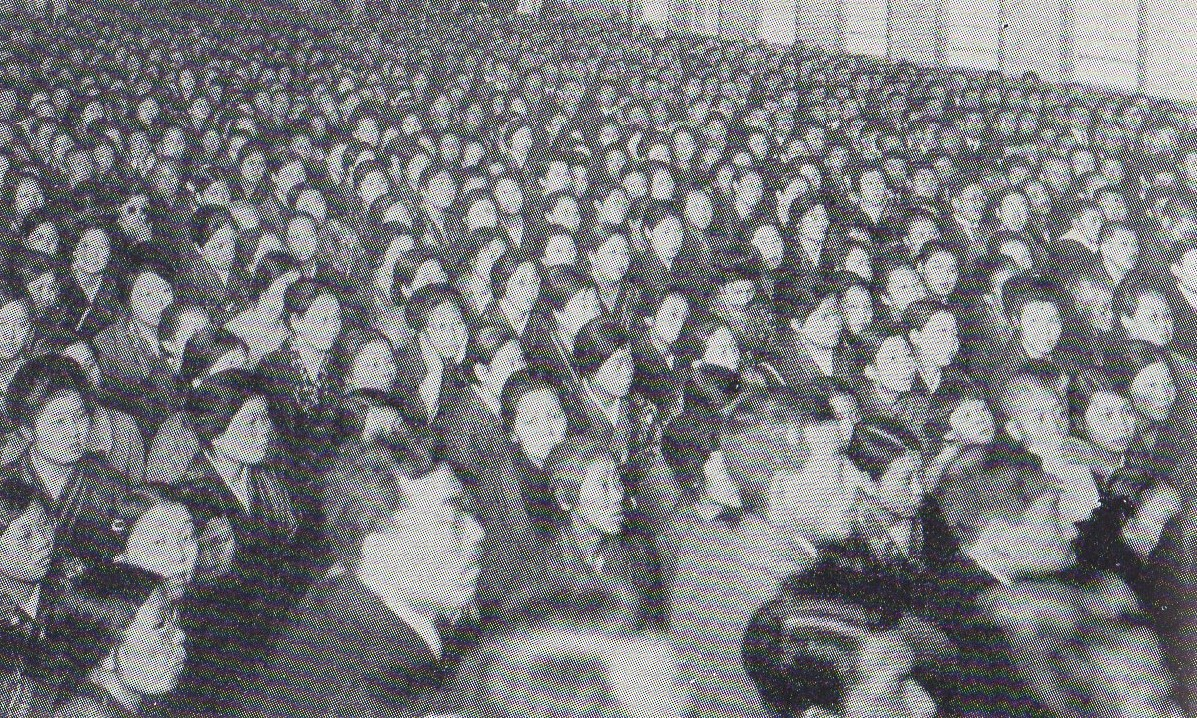
在圣经学校内部开会（约1923年）

### 日本圣洁教堂时代（1928-1933）

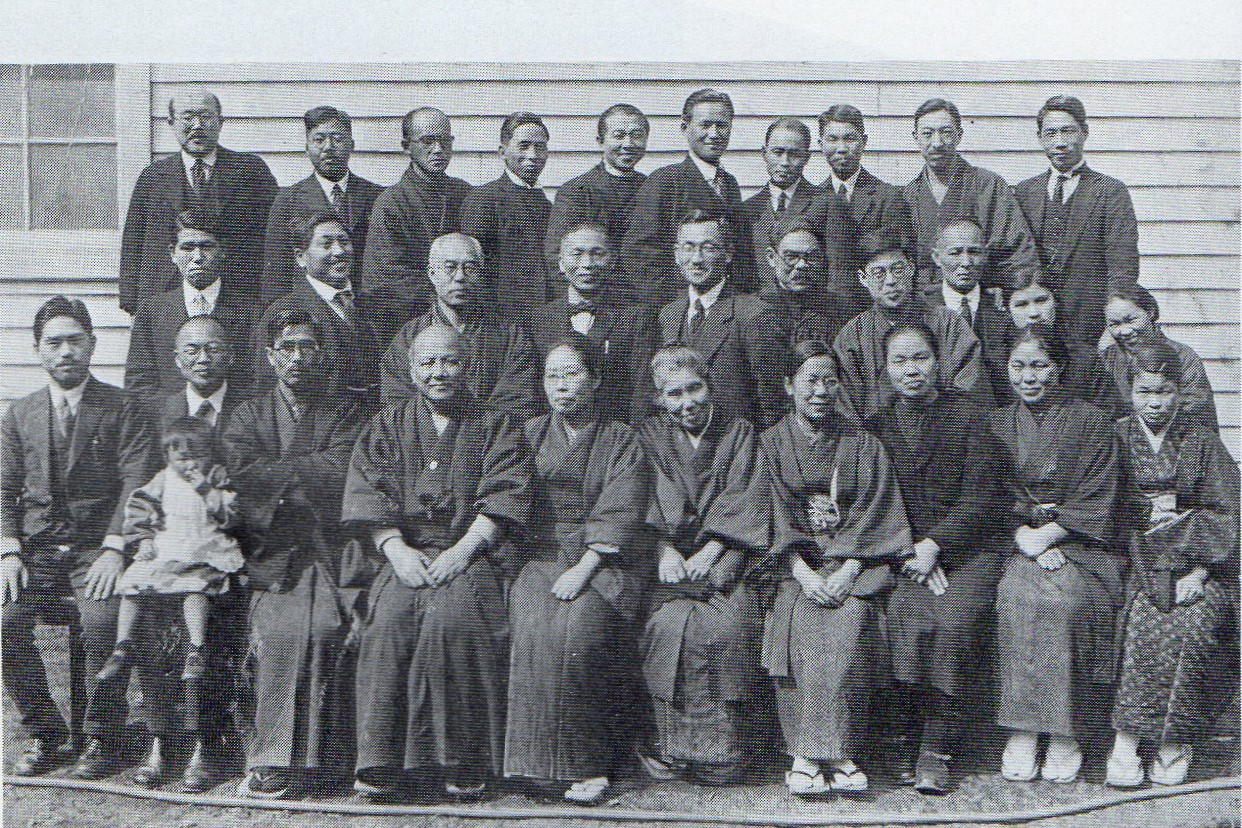
圣经学院教职会议，中田是前排左起的第四个人

#### 巴西/英国/美国之旅（第五次世界之旅）
1929年3月28日，中田重治出发去国外旅行。 3月31日从北九州港出发，4月4日在香港停留，在九龍宣讲，然后前往新加坡、巴西、英国与美国宣讲。
巴西旅行
英国旅行
美国旅行
中田重治越过大西洋，于9月17日到达纽约 ，并于21日到賓漢頓 讲道，然后到芝加哥的慕迪圣经学院。

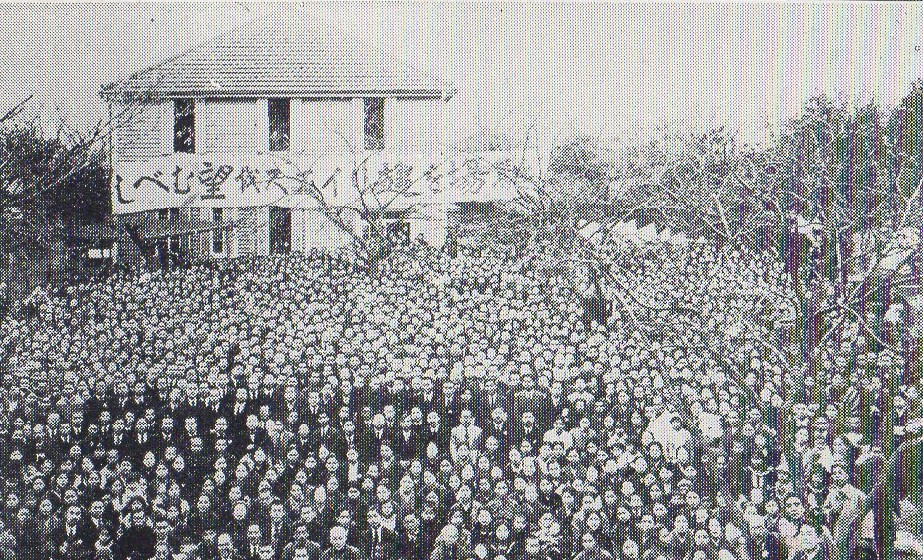
日本圣洁教堂的复兴（1932）

### 分裂（1933-1936）

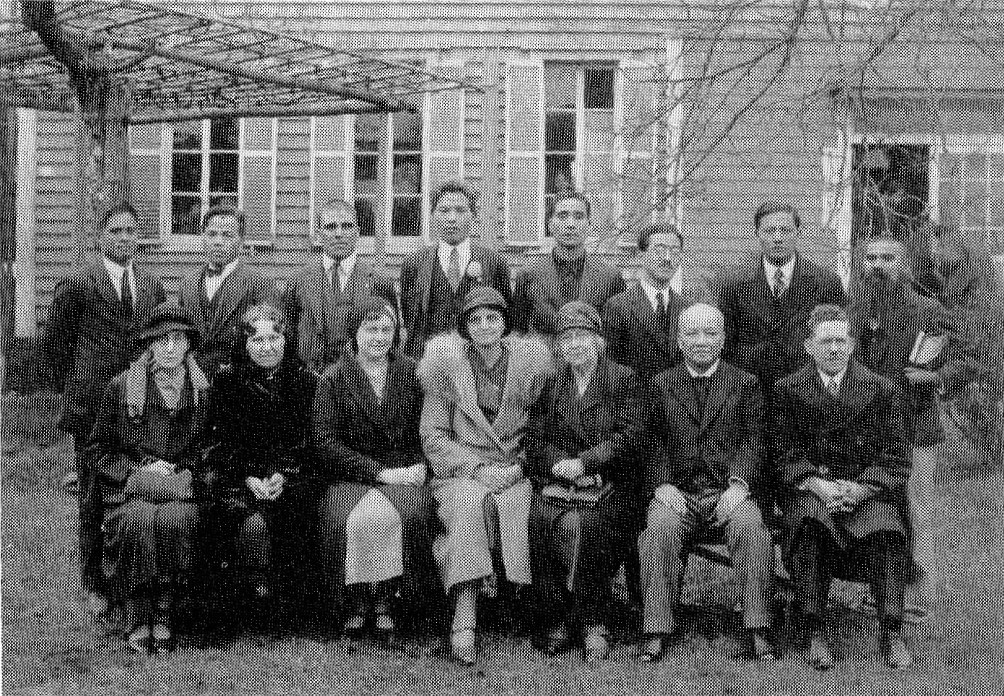
1932年左右，中田和柏木圣经学院的老师

1932年11月，他在淀桥教堂举行了一系列的释经学演讲，名为“从圣经中看到日本”。 中田在其中辩称，优先于为基督的再臨和犹太民族的复兴祈祷，而不是教学职业、个人传福音和教会成立。 有一些教学专业人士和信徒接受了中田的要求，但是米田丰和其他五位教授对此持批评态度。
日猶同祖論
1933年9月22日，中田告诉圣经学院的五位教授（車田秋次、米田丰、小原十三司、一宮政吉、土屋顕一），日本圣洁教堂的管理政策不是宣教中心，而是为基督的来临和恢复犹太人政策。中田发了一封信，要求教授按照奉献祈祷来在圣经学院教导。
10月30日中田在九段會館举行有关日猶同祖論的演讲。獅王社長小林喜一和青山学院院教授等约1800人进入。
临时大会-罢免教会主任 民事诉讼

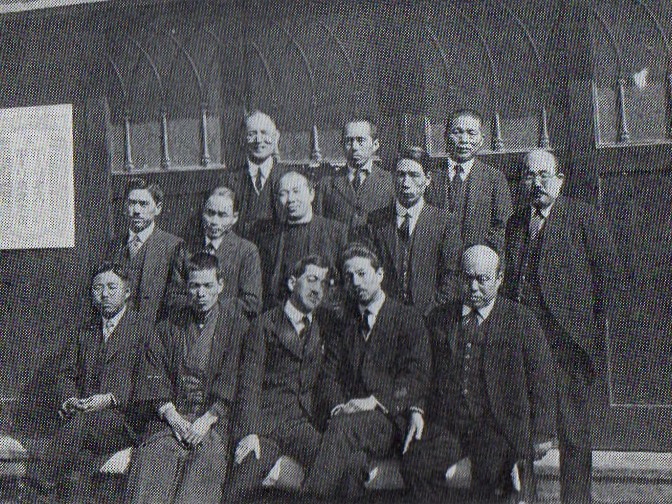
神田圣堂教堂入口处，車田秋次和其他老师的合影

中田后来否认了临时大会的合法性，认为解雇教会主任的方法是错误的，并在卫理公会的监督审判法中确立了自己的地位。 在11月2日的报纸上，他呼吁召开临时股东大会是非法的，但他没有对该诉讼提起法律诉讼，中田对此事发表了沉默声明。 但是，中田后来提起了民事诉讼，以使大会合法无效。 这样，两者之间的冲突就很难收，关于神田教会成员资格的争端也在报纸上有所报道。 

### 晚年（1937-1939）
妻子中田彩抗病
继任选举

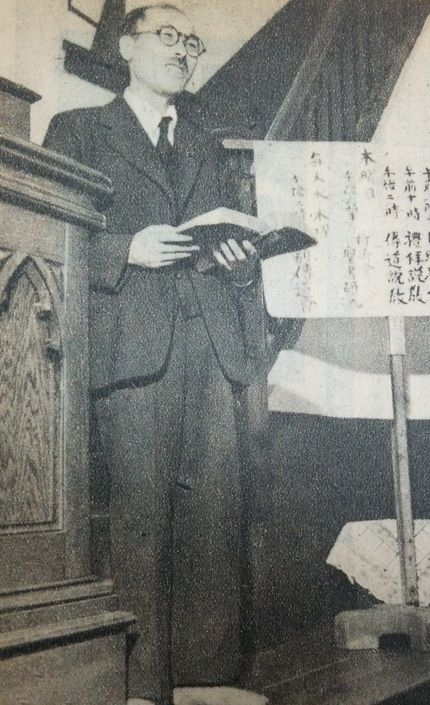
中田的继任者森五郎

9月17日，中田死在眉睫，因此森五郎、大江捨一、谷中廣美、保坂一等7个人聚集在中田的家中。讨论的结果是，中田决定让森五郎出任主任并住在宿舍内，负责圣经学院和柏木教堂。
中田之死
妻子中田彩去世10天后，中田重治于1939年9月24日6:50在东京都淀桥区柏木市死于肠结核。9月28日，在森五郎的指挥下，在聖学院大講堂举行了葬礼。遗体于新宿区的落合火葬场火葬，并被存放在聖学院内的納骨塔中。
1951年，中田的遗体被重新安置，并与他的两个妻子一起存放在多磨霊園。

## 脚注
1. ↑  「しげはる」としている文献もあるが、英語文献および自筆サインはJuji Nakadaと書いてある。米田勇著『中田重治傳』裏表紙の写真を参照。
2. ↑  山口幸子『ホーリネスの流れ』183-184ページ
3. ↑  中田の本家は、高山右近の頃に奥州に流刑にされた切支丹の末裔であると言われる。重治の曽祖父は弘前藩の納戸係をしていたが、部下の不祥事の責任をとって足軽になり、祖父の蔵吉の時代には米屋になった。そして、兵作の時代に足軽に戻ることが出来た。『中田重治伝』
4. ↑  米田勇『中田重治伝』206ページ、本多庸一の死去に際して、「六、七歳の頃より親しく教育せられし」と雑誌に述べている。
5. ↑  米田勇『中田重治伝』17ページ、久吉は重治をものさしでなぐり、ものさしを壊すほどであった。または、重治に手紙を持たせて、墓場を往復させたりした。後に、重治がこの方式で次男の羽後を鍛錬しようとしたら逆効果を招いたと羽後が後に語っている。
6. ↑  『日本の説教4(中田重治)』188ページ
7. ↑  米田勇によると、中田重治が弘前教会で洗礼を受けたのは、(16歳-17歳)1886年-1887年頃と推定されている。「中田重治伝」24-25ページ、当時は、本多庸一と珍田捨巳が主に洗礼式を執り行っていた。宣教師のギデオン・ドレーパーが洗礼式を行ったのは、1887年6月2日の一回限りである。その日に中田重治も洗礼を受けたと推定される。しかし、弘前教会五十年略史には、その日の受洗者名の中には、婦人五名の名前の他三名となっており、中田重治は含まれていない。米田勇によると中田が洗礼を受けた時期を特定することは不可能である。
8. ↑  1884年に創立されたが、第二次世界大戦中に疎開により活動が中断され、1941年に日本基督教団銀座教会と合同した。『日本キリスト教歴史大事典』442頁
9. ↑  『日本の説教4(中田重治)』150ページ
10. ↑  『中田重治伝』によると、「かつ子は、激しい性格の中田によく仕え、温順な中にも芯の強い、女性であった。」と評されている。
11. ↑  「中田重治伝」59ページ
12. ↑  「中田重治伝」91ページ、笹森は山田寅之助と共にメソジスト派でウェスレーの基督者完全論を唱えた聖化の恩寵を重んじた人物であった。
13. ↑  『中田重治伝』118ページ、中田とカウマンは山形県が福音にもっとも縁遠いと考えたので、最初の地方伝道館に楯岡を選んだといわれる。
14. ↑  『日本における福音派の歴史』中村敏著、いのちのことば社、2000,78ページ、さらに、栃木県宇都宮市、横浜市、伊豆などに地方の福音伝道館を設立した
15. ↑  新キリスト教辞典、いのちのことば社、1991,955ページ「中田重治」千代崎秀雄
16. ↑  『中田重治伝』119ページ
17. ↑  後に、沓澤は清水俊蔵の婿養子になり清水姓になる。『日本キリスト教歴史大事典』P.630
18. ↑  この韓国諸教会の訪問は、日本にもクリスチャンがあることを韓国にいる欧米宣教師達に知らしめ、日露戦争が人種戦争であるかのような見解に対して、日本の立場を弁護するためであったと言われる。米田勇「中田重治伝」130頁
19. ↑  『中田重治伝』141ページ
20. ↑  『中田重治伝』147ページ、この設立は、中田の伝道によって各地に福音伝道館ができ、これらを統一する名称と組織が必要になってきたからであった。東洋宣教会と命名したのは、中国をはじめアジア諸国に伝道したいという願いがあったからである。
21. ↑  『日本キリスト教歴史大事典』p.339
22. ↑  中田は晩年死去する前に、このことを思い出して、『揚子江遡江旧記』を口述した。『中田重治伝』154ページ
23. ↑  『中田重治伝』162ページ
24. ↑  監督は聖公会のビショップではなく、スーパーインテンデントであり。「総理」に近い事務職名で、身分ではないと中田は後に何度か説明した。『中田重治伝』249ページ
25. ↑  「ホーリネス」という名称は「聖潔」の英訳であり、ゼカリヤ書14章20節、第二コリント7章1節、ヘブル書12章14節に関連がある。「東洋宣教会」は教派の名で、「ホーリネス」はその教会の性質を表したものである。「ホーリネス」にしたのは、「聖潔」では語呂が悪いため、また海外のホーリネス伝道館（教会）に共鳴するためである。『中田重治め伝』248ページ
26. ↑  中田は最初、団体組織するつもりはなく、超教派的な伝道団体としてスタートしたが、次第に他教派との体質の違いが明らかになり、独自の特色が出てきたために団体組織化したのである。『中田重治伝』247ページ
27. ↑  中田は幸田の兄幸田群司と千島時代の知り合いで、幸田の後妻の千代はクリスチャンで親しかった。『中田重治伝』329ページ
28. ↑  日本伝道隊、日本自由メソヂスト教団などが協賛したが、個人的には日本アライアンス教団、日本基督教会、メソジスト、組合教会、聖公会、ヘフジバ・ミッション同盟、日本美普教会などの教役者の参加もあったと言われている。
29. ↑  羽後は1919年より父の伝道のための音楽伝道者になるためにロサンジェルスで留学していた。
30. ↑  後に土屋は聖書学院の教授になった。
31. ↑  内容は日本民族はシュメール、ヒッタイト、ユダヤの混血であり、ヨハネの黙示録に登場する「活神（いけるかみ）の印を持ちて日出る処より登り来たる天使」は、日本人のことであるとした。再臨の時には、ユダヤ人が回復するので、日本はエルサレムまでの鉄道を建設しスラエル建国を支援するべきであると主張した。『中田重治伝』
32. ↑  『中田重治（日本の説教4）』206ページ
33. ↑  『中田重治伝』では民事訴訟を起こしたことは触れられていないが、中村敏『日本における福音派の歴史』(p.129)など他の文献では取り上げられている。
34. ↑  米田勇『中田重治傳』529ページ

## 相关书籍
书本
- 从圣经看日本，1933年
- 《中田重治全集》（米田勇作编辑）中田重治全集，1975年

笔译
- “基督来了，1881年”（ W. Blackston，中田重治译），圣洁教会出版社，1917年
- Toyo Mission Church Holiness Church发行的《完全的爱》（JA Wood，中田重治译），1931年

人物传记
- 米田勇“中田重治”福音派教会，1959年

歌词
- “在罪的黑暗道路上”（第412页），1909年，翻译
- ``罪行与罪过''（chant 712），1909，翻译，
- “按圣灵所说的去做”（第414号圣咏）相同的标题成为圣会的口号。中田重治作詞，中田羽後作曲。它在1930年复兴时期大力歌唱。
- 《为了世界的圣灵》（第715章），1930年，
- 故事的主题是參孫）的《驴阿吉托骨头》（第719页）。中田重治作詞，中田羽後作曲。它在1930年复兴时期大力歌唱。
- 《朝日的光》（第721页），于1930年演唱了四重福音。
- 中田重治、中田羽後合作的《鹰的五德》（第729章），1930年

## 相关人物
老师
- 本多庸一（1848-1912）

门徒
- 米田丰（Yonetaka Yoneda， 1884-1976），圣经学院的五位教授之一
- 車田秋次（1887年-1987年），圣经学院的五位教授之一，后日本圣洁会的创始人
- 山崎亭治，圣经研究所的学员，山崎大夫之父，译有《 旷野的泉》（ 莱特 ·考曼（ Lette B. Cowman）著）
- 小原十三司（Obara Tosasa，1890-1972年），圣经学院的学生，五位教授之一，后来成为圣洁组织的负责人
- 渡辺善太（Wetanabe Zenda，1885-1978），圣经学者
- 森五郎，中田晚年随从的核心人物，教会的继任者
- 谷中廣美，教会分裂后担任中田秘书，把中田的遗嘱则留给中田一家。 后来成为基督教圣徒的领袖

## 相关项目
- 圣洁运动
- 日猶同祖論
- 时代论